# Linia kolejowa nr 536
Linia kolejowa nr 536 – pierwszorzędna, zelektryfikowana, jednotorowa linia kolejowa łącząca stację Słotwiny z rozjazdem nr 155 na stacji Koluszki.